# Czyżowice (województwo świętokrzyskie)
Czyżowice – wieś sołecka w Polsce, położona w województwie świętokrzyskim, w powiecie kazimierskim, w gminie Bejsce.
W latach 1954–1959 wieś należała i była siedzibą władz gromady Czyżowice, po jej zniesieniu w gromadzie Bejsce. W latach 1975–1998 wieś administracyjnie należała do województwa kieleckiego.
| SIMC    | Nazwa       | Rodzaj    |
| ------- | ----------- | --------- |
| 0226796 | Adamówka    | część wsi |
| 0226804 | Błonie      | część wsi |
| 0226810 | Łysówka     | część wsi |
| 0226827 | Październik | część wsi |
| 0226833 | Sacharyna   | część wsi |

## Historia
U Długosza nazwane „Czisowycze”. W połowie XV w. dziedzicem był Jan Młodziejowski herbu Stary koń. Dziesięcinę z łanów kmiecych, karczm i zagrodników, pobiera biskup krakowski. Folwark oddawał dziesięciny plebanowi w Bejscach. (Długosz L.B. t.IIs.411).
Urodził się tu Wacław Bacharz – starszy strzelec Wojska Polskiego II RP, członek załogi i obrońca Wojskowej Składnicy Tranzytowej na Westerplatte w wojnie obronnej 1939.
Na terenie wsi znajduje się „od niepamiętnych czasów” cudowne, nigdy nie wysychające, źródełko przy murowanej kaplicy z obrazem Matki Boskiej Częstochowskiej „ponoć przyniesionym przez jednego z żołnierzy broniących Westerplatte, pochodzącego z Czyżowic”.